# Wassiljewka (Kaliningrad)
Wassiljewka (russisch Васильевка, deutsch Neuhöhe) ist ein Ort in der russischen Oblast Kaliningrad. Er gehört zur kommunalen Selbstverwaltungseinheit Munizipalkreis Osjorsk im Rajon Osjorsk. 

## Geographische Lage
Wassiljewka liegt 21 Kilometer südwestlich der Stadt Osjorsk (Darkehmen/Angerapp) und zwei Kilometer westlich von Malzewo (Klein Karpowen/Kleinkarpau) an der Regionalstraße 27A-025 (ex R 508).

## Geschichte
Neuhöhe war ein Gutshof des Gutes Waldburg (heute russisch: Nikolajewka) im Kreis Gerdauen und gehörte seit 1928 zur Landgemeinde Waldburg.
In Folge des Zweiten Weltkriegs kam der Ort mit dem gesamten nördlichen Ostpreußen zur Sowjetunion. Im Jahr 1947 erhielt er den russischen Namen Wassiljewka und wurde gleichzeitig dem Dorfsowjet Nekrassowski selski Sowet im Rajon Osjorsk zugeordnet. Von 2008 bis 2014 gehörte Wassiljewka zur Landgemeinde Nowostrojewskoje selskoje posselenije, von 2015 bis 2020 zum Stadtkreis Osjorsk und seither zum Munizipalkreis Osjorsk.